# St. Vitus (Ammern)

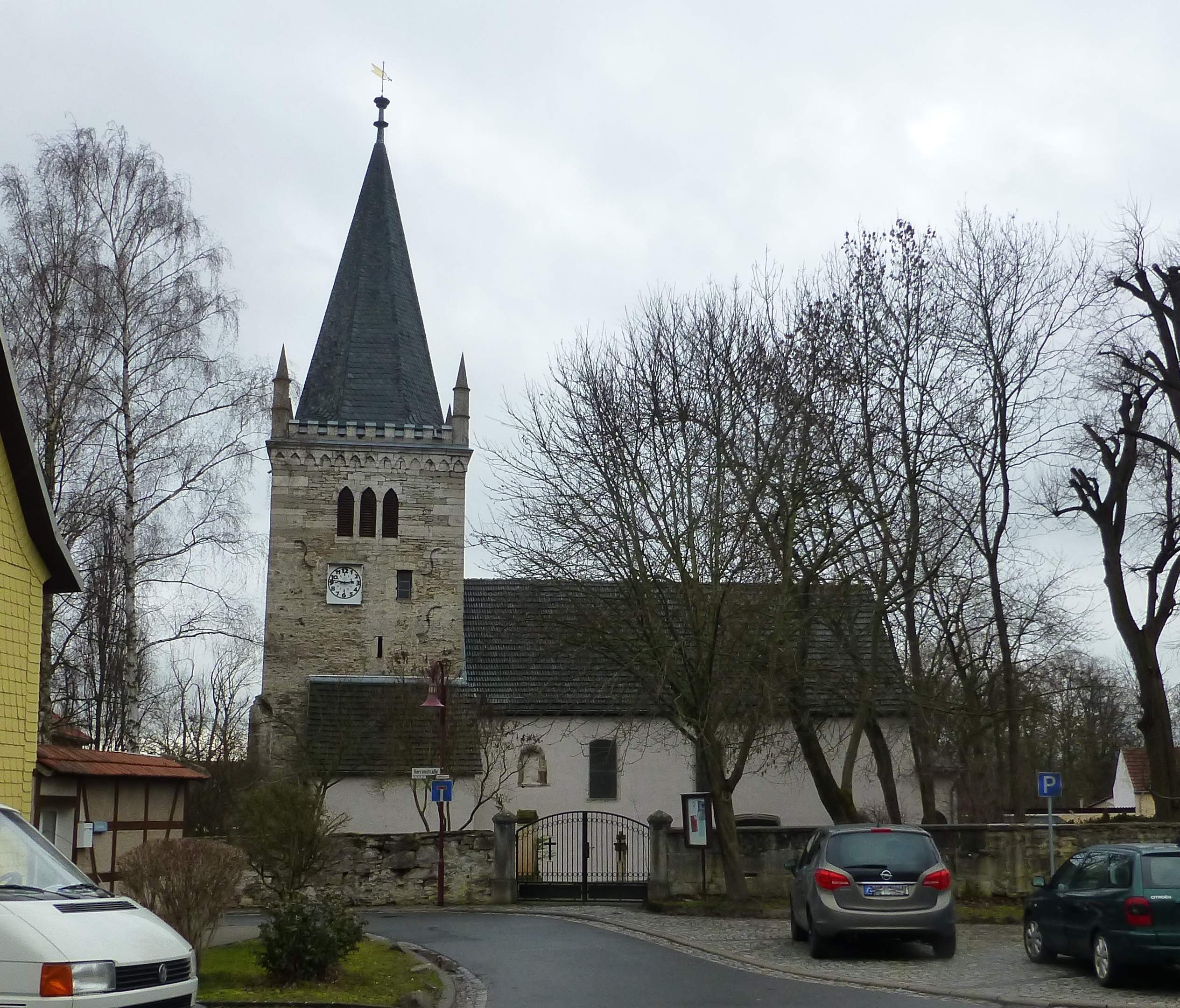
St. Vitus in Ammern

Die evangelische Dorfkirche St. Vitus steht im Ortsteil Ammern der Gemeinde Unstruttal im Unstrut-Hainich-Kreis in Thüringen.

## Geschichte

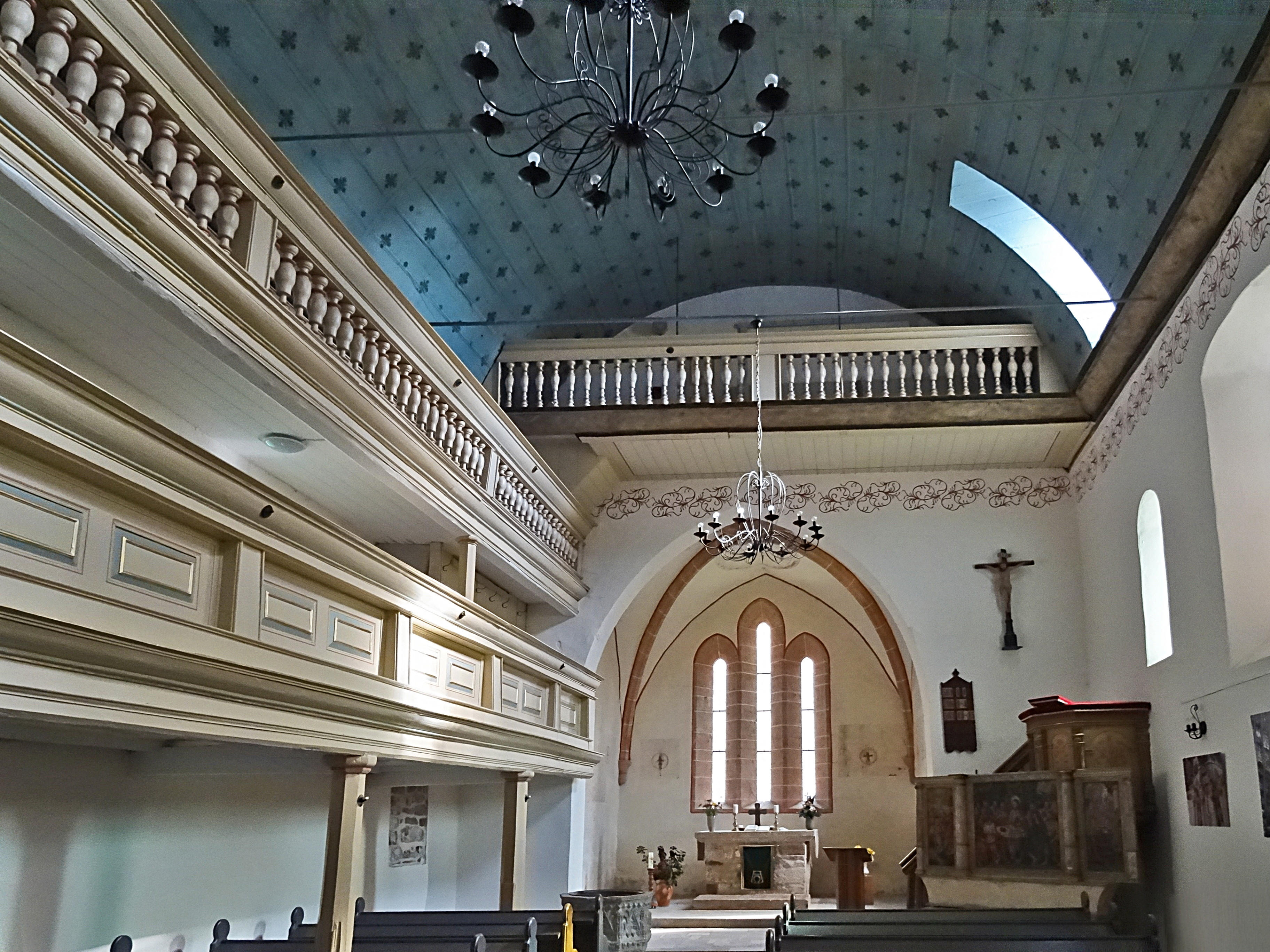
Innenansicht

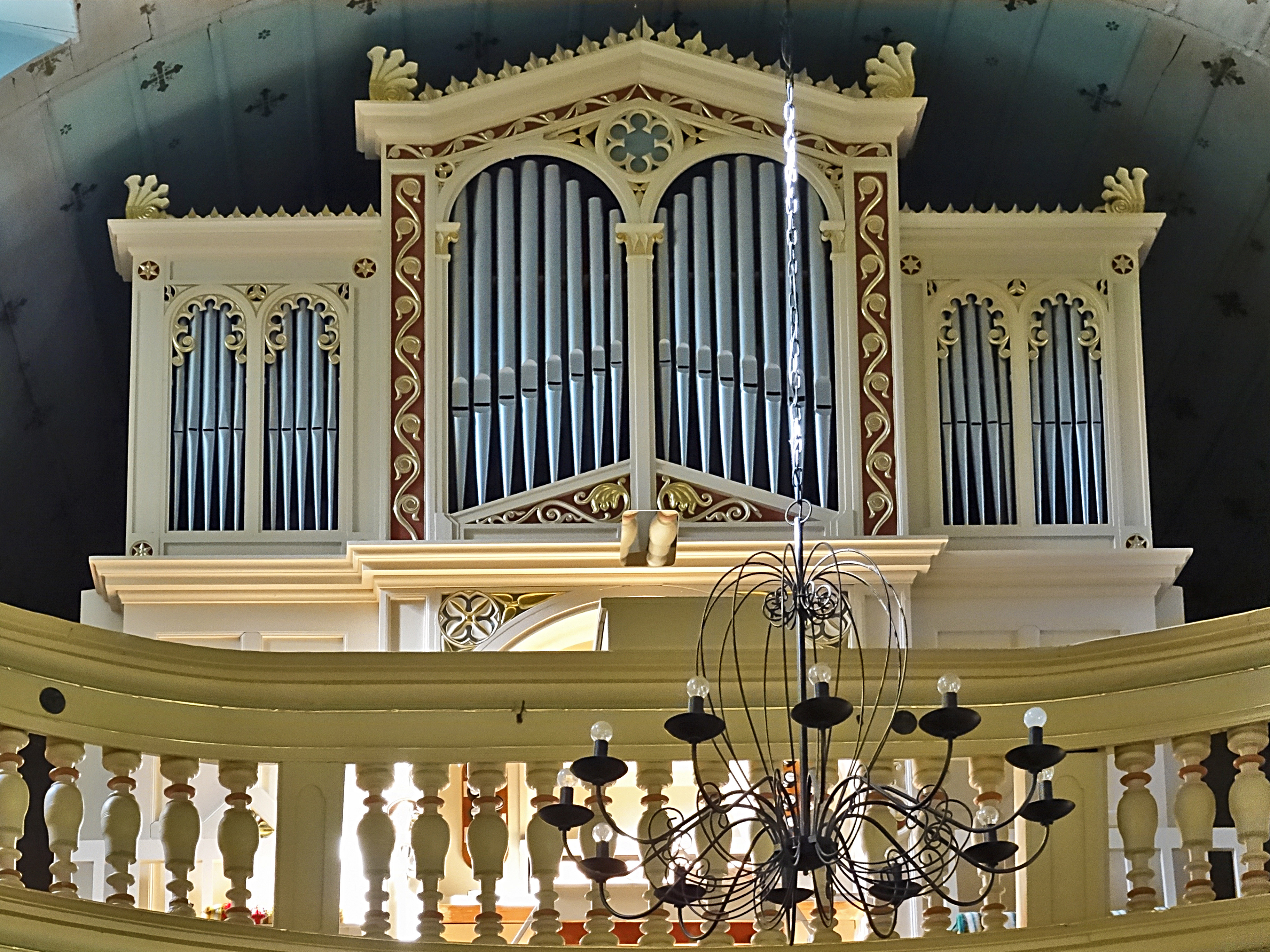
Die Orgel

Die evangelische Dorfkirche Ammern wurde 1270 als Chorturmkirche gebaut und stammt im Kern seines Langhauses aus der Romanik. Der Kirchturm aus dieser Zeit besitzt noch seine Lanzettfenster und den Zinnenkranz aus dem Historismus. Weitere An- und Umbauten überlagern die Epochen. Im 18. Jahrhundert wurde das Gotteshaus noch einmal  generalsaniert. Die letzte Sanierung erfolgte nach der politischen Wende in Ostdeutschland zwischen 1998 und 2000 mit Fördermitteln der Deutschen Stiftung Denkmalschutz.
All die Schäden und Mängel wurden versucht zu beseitigen, die mit der Trockenlegung des Innenraums über ein verbessertes Raumklima gelungen sein sollte.